# Sarcochilus roseus
Sarcochilus roseus là một loài thực vật có hoa trong họ Lan. Loài này được (Clemesha) Clemesha miêu tả khoa học đầu tiên năm 1969.